# Network Security Services
Підтримка мережевої безпеки (англ. Network Security Services, NSS) — набір бібліотек, розроблених для підтримки крос-платформної розробки захищених клієнтських та серверних прикладних програм з додатковою підтримкою апаратного прискорення SSL на стороні сервера і апаратних смарт-карток на стороні клієнта. Додатки побудовані з використанням NSS можуть використовувати Secure Sockets Layer (SSL), Transport Layer Security (TLS), PKCS, S/MIME, сертифікати X.509  і інші стандарти забезпечення безпеки. NSS був раніше під потрійною ліцензією Mozilla Public License 1.1, GNU General Public License, і GNU Lesser General Public License, але пізніше ввійшов до GPL-сумісного MPL 2.0.
Mozilla надає репозиторій вихідного коду, багтрекер, та інфраструктуру для списків розсилки та дискусійних груп.
Підтримка мережевої безпеки включає такі сервіси:  
- захист мережі і підключених систем від атак
- системи безпеки захищають мережу від неавторизованих користувачів, пристроїв і даних
- визначають небезпечний трафік і повідомляють менеджерам з безпеки про підозрілу активність
- розпізнають і автентифікують авторизованих користувачів, а також контролюють, до чого вони мають доступ
- фільтрують вебдані, щоб запобігти переходу на неавторизовані або небезпечні вебсайти